# Condensator electric
Un condensator este un dispozitiv electric pasiv ce înmagazinează energie sub forma unui câmp electric între două armături încărcate cu o sarcină electrică egală, dar de semn opus. Acesta mai este cunoscut și sub denumirea de capacitor.
Mărimea fizică asociată unui capacitor este capacitatea electrică. Unitatea de măsură, în sistemul internațional, pentru capacitatea electrică este faradul (notat F). 

## Principiul de funcționare

Un condensator electric este alcătuit din două conductoare electrice separate de o zonă neconductoare.

## Tipuri
Condensatoarele pot fi de mai multe feluri (electrolitice, cu tantal, ceramice, cu poliester etc.), ele fiind realizate atât în tehnologie SMD cat și tehnologie THD.
Condensatorul poate fi folosit in filtre trece-sus dacă este plasat in serie cu circuitul de sarcină, respectiv trece-jos dacă este plasat in paralel cu circuitul de sarcină.

## Polarizarea dielectricului dintre armături
Un câmp electric apare între armăturile unui condensator când este conectat la bornele unei surse de tensiune electromotoare (baterii electrice sau acumulator electric).

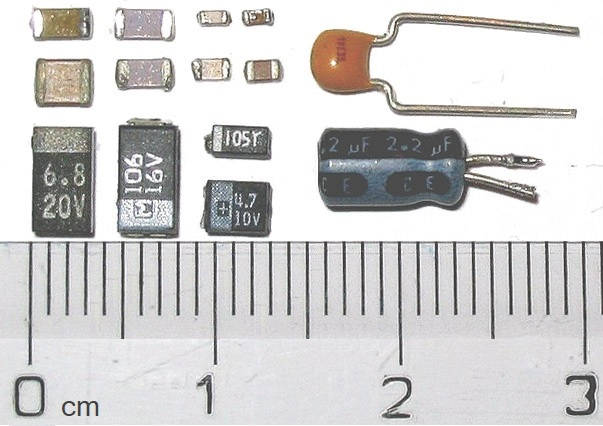
Diferite tipuri de condensatori

## Energia electrică stocată
Încărcarea unui condensator de la o sursă de electricitate furnizează o energie cu valoarea:
{\displaystyle E=\int _{0}^{Q}V{\text{d}}q=\int _{0}^{Q}{\frac {q}{C}}{\text{d}}q={1 \over 2}{Q^{2} \over C}={1 \over 2}CV^{2}={1 \over 2}VQ.}

## Parametrii tehnici ai condensatoarelor
- Gama temperaturilor nominale: intervalul temperaturilor ambiente în care funcționează condensatorul.
- Temperatura maximă: temperatura punctului celui mai cald al suprafaței exterioare a condensatorului.
- Temperatura minimă: temperatura punctului celui mai rece al suprafaței exterioare a condensatorului.
- Capacitatea nominală: valoarea capacității electrice marcată pe condensator.
- Toleranțe ale capacității nominale, (%): deviațiile maxime admisibile ale valorii reale a capacității de la valoarea nominală.
- Tensiunea nominală, {\displaystyle \scriptstyle U_{n}}:  tensiunea continuă maximă sau tensiunea alternativă eficace ce poate fi aplicată permanent pe terminalele condensatorului (la borne).
- Tensiunea de categorie, {\displaystyle \scriptstyle U_{c}}:  tensiunea ce poate fi aplicată pe un condensator care funcționează la temperatura maximă a categoriei.
- Tangenta unghiului de pierderi, {\displaystyle \scriptstyle tg\delta }: raportul dintre puterea activă și puterea reactivă a condensatorului pentru o tensiune sinusoidală de o anumită frecvență.
- Rezistența de izolație, {\displaystyle \scriptstyle R_{iz}}: raportul dintre tensiunea continuă aplicată la terminalele condensatorului și curentul ce-l străbate, măsurat după un timp antestabilit, de regulă 1...5 minute.
- Rigiditate dielectrică: tensiunea maximă continuă pe care trebuie să o suporte condensatorul minimum 1 minut fără să apară străpungeri sau conturnări.
- Coeficient de temperatură: variația relativă a capacității pentru o variație de temperatură de 1 grad centigrad.
- Curent de fugă, {\displaystyle \scriptstyle I_{f}}: curentul de conducție ce trece prin condensator atunci când i se aplică o tensiune continuă pe terminale.
- Impedanța, {\displaystyle \scriptstyle Z}: valoarea exprimată în {\displaystyle \scriptstyle \Omega } a sumei tuturor componentelor electrice (rezistență ohmică, reactanță capacitivă și inductivă) din schema echivalentă a unui condensator real.
- Curent ondulatoriu , {\displaystyle \scriptstyle I/I_{0}}: valoarea eficace a curentului alternativ maxim admis la frecvența de 50...60 Hz sau 100...120 Hz la care condensatorul electrolitic poate fi supus permanent sub tensiune nominală.